# Kapasan
Kapasan è una suddivisione dell'India, classificata come municipality, di 18.705 abitanti, situata nel distretto di Chittorgarh, nello stato federato del Rajasthan. In base al numero di abitanti la città rientra nella classe IV (da 10.000 a 19.999 persone).

## Geografia fisica
La città è situata a 24° 54' 42 N e 74° 37' 18 E.

## Società

### Evoluzione demografica
Al censimento del 2001 la popolazione di Kapasan assommava a 18.705 persone, delle quali 9.570 maschi e 9.135 femmine. I bambini di età inferiore o uguale ai sei anni assommavano a 2.787, dei quali 1.502 maschi e 1.285 femmine. Infine, coloro che erano in grado di saper almeno leggere e scrivere erano 11.816, dei quali 7.153 maschi e 4.663 femmine.